# 福島町停留場

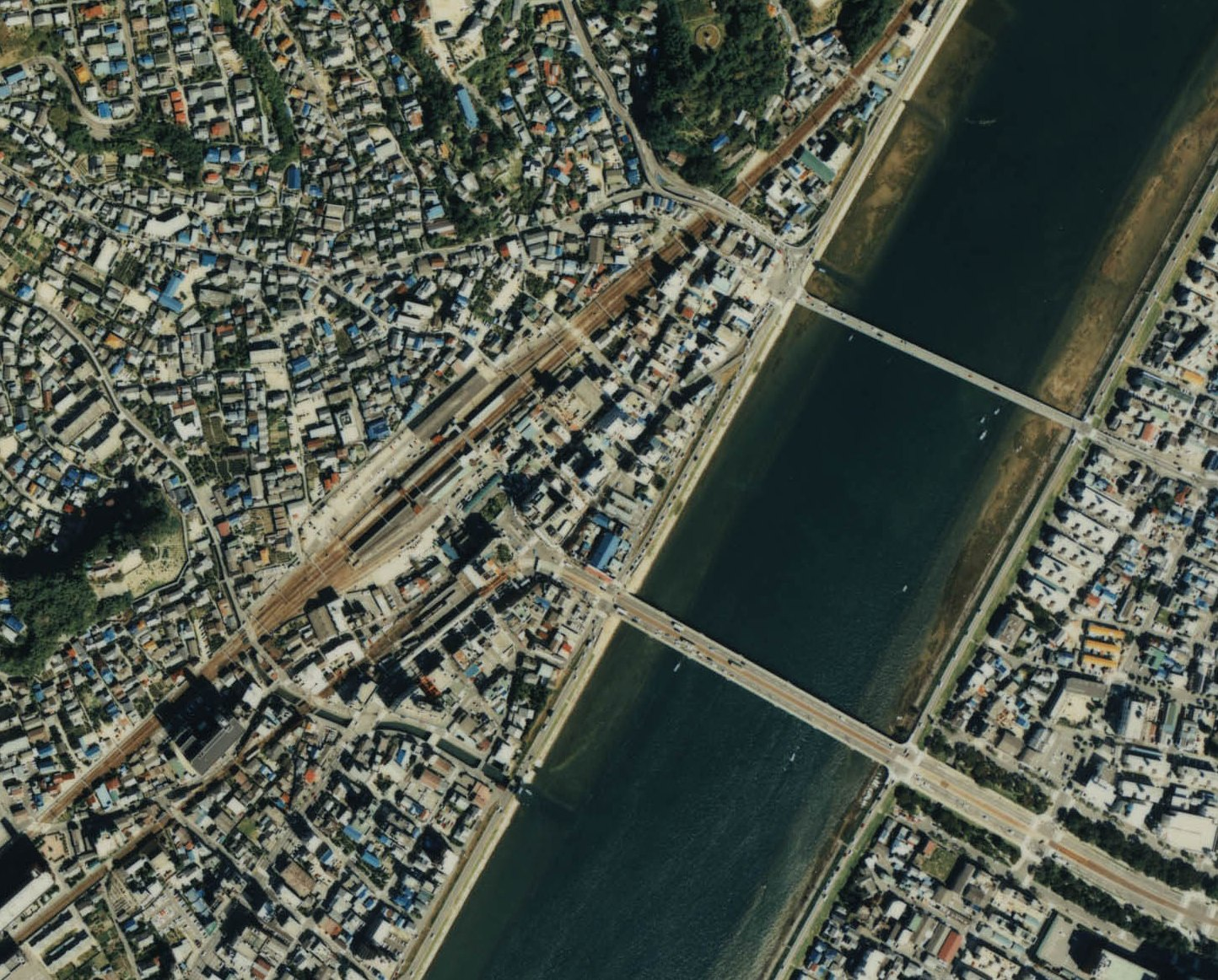
1988年。中央下を横断する道路が平和大通りであり、福島町停留場は放水路から右へ2つ目の交差点の右側。

福島町停留場（ふくしまちょうていりゅうじょう、福島町電停）は、広島市西区福島町二丁目にある広島電鉄本線の停留場である。駅番号はM17。
停留場より徒歩3分の距離には西区役所があり、西区役所前の副名称がつけられている。

## 歴史
福島町停留場は1912年（大正元年）12月、本線が己斐停留場まで全通した際に開設された停留場である。ただ当時の軌道は今よりも北側、土橋方面から己斐までを一直線に結ぶように敷かれていて、停留場も今より北側に設置されていた。周囲は山手川と福島川という2本の河川に挟まれた土地で、本線はこの2河川を軌道専用橋にて渡っていた。1945年（昭和20年）8月6日には広島市への原子爆弾投下により広島電鉄の市内線も休止されるが、当停留場を含む本線の己斐 - 西天満町間は被爆から3日後の8月9日に運行を再開している。
停留場のあった場所を挟み込むようにして流れていた2河川は、1932年（昭和7年）から戦後にかけて行われた太田川放水路の造成工事に利用され、山手川は拡幅され放水路の流路となり、福島川は埋め立てられて廃川となった。また軌道専用橋も福島川に架かっていたものは役目を終え、山手川に架かっていたものも拡幅された放水路の規模には対応できなかったため、代わって道路（平和大通り）と軌道の併用橋である新己斐橋がそれより南に新設された。1964年（昭和39年）、軌道はこの新己斐橋を渡るように平和大通りを経由する新線へ移設され、福島町停留場も新線上の現在地に移された。

### 年表
- 1912年（大正元年）12月8日：開業[5]。
- 1945年（昭和20年）
  - 8月6日：原爆投下により休止[4]。
  - 8月9日：本線の西天満町 - 己斐間が復旧[6]。
- 1964年（昭和39年）9月1日：線路付け替えにより軌道とともに移転[5]。このときは下り線のみの移設で、上り線は9月7日に移設された[3]。。
- 1996年（平成8年）10月：駅番号「M18」を付与[7]。
- 2025年（令和7年）8月3日：駅番号を「M17」へ変更[8]。

## 停留場構造
本線はほぼすべての区間で軌道が道路上に敷かれている併用軌道であり、当停留場も道路上にホームが設けられている。
ホームは低床式で2面あり、東西方向に伸びる2本の線路を挟み込むように向かい合って配置されている（相対式ホーム）。線路の北側に紙屋町方面の上りホーム、南側に広電西広島（己斐）方面の下りホームがある。

### 運行系統
本線には広島電鉄が運行するすべての系統が乗り入れるが、このうち当停留場には2号線、3号線、それに0号線が乗り入れている。
| 上りホーム | 2号線         | （八丁堀経由）広島駅ゆき                 |                                |
| 上りホーム | 3号線 · 0号線 | （市役所前経由）日赤病院前ゆき           | （市役所前経由）日赤病院前ゆき |
| 上りホーム | 3号線 · 0号線 | （市役所前経由）広電本社前ゆき           |                                |
| 下りホーム | 2号線         | （広電西広島（己斐）経由）広電宮島口ゆき |                                |
| 下りホーム | 2号線 · 3号線 | 広電西広島（己斐）ゆき                   |                                |

## 停留場周辺
停留場は平和大通りのほぼ西端に位置している。周辺は主に住宅街となっているほか、中小規模の工場や事業所も点在する。太田川放水路は西へ徒歩5分の距離。西区役所は南西に位置し、停留場近くには「西区役所前」バス停もある。
- 広島酔心調理製菓専門学校
- 丁字湯
- 広島市西保健センター
- 広島市西地域交流センター
- 福島生協病院

### バス路線
福島駅停留場の周辺には「西区役所前」バス停があり、広電バス・広島バス・ボンバスが停車する。
西区役所前バス停（平和大通り西行き 広電西広島（己斐）駅 己斐方面）
- 52,53（広電バス） 古江・西広島バイパス方面
- 25 草津線（広島バス） 庚午住宅入口・アルパーク方面
- 11,14,17 ボン・バス（エイチ・ディー西広島） 広電己斐団地・高須台方面

西区役所前バス停（平和大通り東行き 十日市方面 / 平和記念公園方面）
- 52,53（広電バス） 十日市・広島バスセンター方面
- 25 草津線（広島バス） 河原町・平和記念公園・紙屋町方面
- 11H,14H,17H ボン・バス（エイチ・ディー西広島） 十日市・紙屋町方面

## 隣の停留場
広島電鉄
本線
西観音町停留場 (M16) - 福島町停留場 (M17) - 広電西広島（己斐）駅 (M18)